# Łupki z Burgess

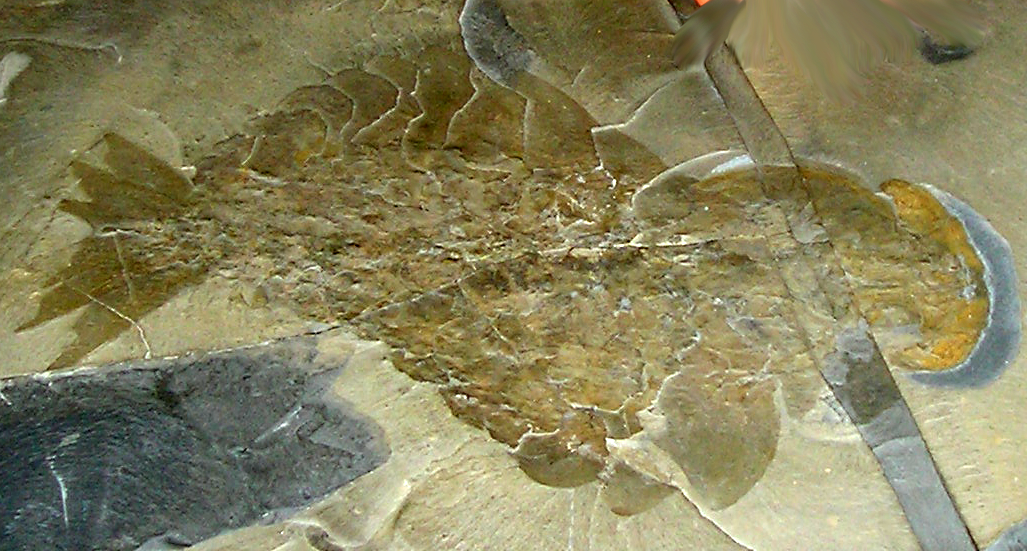
Pierwsza kompletna skamieniałość Anomalocaris, odkryta w łupkach z Burgess (Royal Ontario Museum, Toronto)

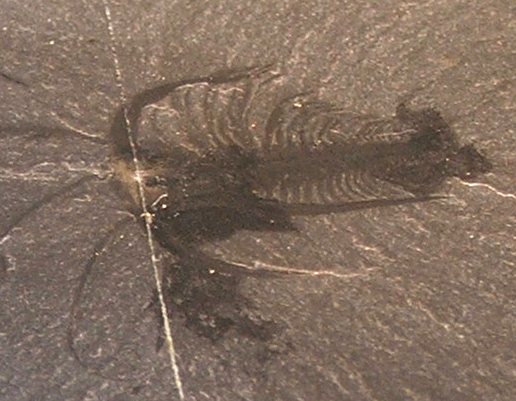
Skamieniałość Marrella z łupków z Burgess

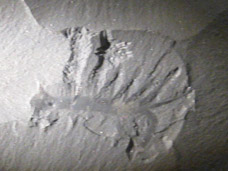
Skamieniałość Hallucigenia z łupków z Burgess

Łupki z Burgess (ang. Burgess Shale) – stanowisko paleontologiczne typu Konservat-Lagerstätte, odkryte 31 sierpnia 1909 roku przez Charlesa Walcotta w Górach Skalistych na przełęczy Burgessa (Kolumbia Brytyjska, Kanada), znajdujące się obecnie w obrębie Parku Narodowego Yoho.
Łupki z Burgess są częścią Formacji Stephen (ang. Stephen Formation). Mają miąższość ok. 160 m. Ich rozciągłość wynosi ok. 50 km. Składają się z czarnych i ciemnoszarych łupków mułowcowych i ilastych, tworzących warstewki o średniej miąższości 30 mm. Są to osady morskie, deponowane u stóp podwodnego klifu, zbudowanego ze skał wapiennych. W czasie orogenezy laramijskiej, w późnej kredzie zostały one wyniesione ok. 2500 m n.p.m.
Zawiera środkowokambryjskie skamieniałości zachowane w czarnoszarym łupku mułowcowym, związane z biocenozą rozwiniętą u podnóża skłonu (na głębokości około 100 metrów)  w ówczesnej strefie równikowej. Jej wiek określa się na około 505 milionów lat.
Fauna (ponad 140 taksonów) reprezentowana przede wszystkim przez różnego rodzaju stawonogi: Marrella, Canadaspis, Olenoides (trylobit), drapieżne Anomalocaris, Laggania, Opabinia, Sidneyia; gąbki – Vauxia; niezmogowce – Ottoia; pennatularie – Thaumaptilon; pazurnice: Hallucigenia, Aysheaia; pierścienice – Canadia; eldonioidy – Dinomischus; ?mięczaki – Wiwaxia oraz ramienionogi, szkarłupnie.
Z łupków z Burgess znany jest jeden z najstarszych strunowców – Pikaia.
Podobne stanowisko zostało znalezione później w Chengjiang (prowincja Junnan, Chiny).
Stanowisko łupków z Burgess, jako część kanadyjskich Gór Skalistych, od 1984 roku znajduje się na liście światowego dziedzictwa kulturowego i przyrodniczego ludzkości UNESCO.

## Paleoekologia
Stanowisko to jest istotne ze względu na liczbę oraz stan zachowania skamieniałości. W większości rodzajów fosylizacji ciało martwego organizmu osiadało na dnie morza, jeziora lub rzeki i powoli pokrywane było osadami. Na terenach formacji łupków z Burgess prądy wodne niekiedy sprawiały, że osady tworzyły lawiny błotne grzebiące znajdujące się na ich trasie zwierzęta. Organizmy ginęły natychmiast, wtedy też w beztlenowym środowisku rozpoczynał się proces fosylizacji. Nie zostało dotychczas wyjaśnione, czy wszystkie pogrzebane zwierzęta żyły w tym miejscu, czy też część z nich została przeniesiona z innych środowisk.
W skamieniałościach pochodzących z łupków z Burgess częste są szkielety zewnętrzne oraz kończyny, w niektórych zachowują się również mięśnie i zawartość żołądków. Narządy wewnętrzne są szczególnie dobrze zachowane u niezmogowców z rodzaju Ottoia. Tkanki miękkie nie zachowały się jednak u licznych zwierząt, takich jak Scenella, Lingulella, czy Diraphora. Również w przypadku trylobitów jedynie egzoszkielet uległ fosylizacji. Szczątki stawonoga Canadaspis odnajdowane są w klastrach. Wiele skamieniałości z łupków z Burgess wykazuje charakterystyczną ciemne plamy. Dowodzi to występowania w kambrze organizmów o miękkich ciałach – po śmierci takiego organizmu węgiel radioaktywny znajdujący się w tkankach miękkich ulegał przekształceniu w warstwę krzemianów, tworząc plamę na skale.
Do najpospolitszych skamieniałości w łupkach z Burgess należą glony, w szczególności Morania confluens. W jej pobliżu nie odnaleziono skamieniałości innych glonów i niewiele zwierząt, takich jak Burgessochaeta oraz rzadkie osobniki Burgessa i Marrella. Inna znaleziona tam alga to Marpolia spissa – ze względu na delikatniejszą budowę jest ona znacznie rzadsza niż Morania. W pobliżu skamieniałości marpolii odnaleziono szczątki zwierząt z rodzajów Eldonia i Wiwaxia. W bliskości wielu skamieniałych zwierząt nie odnaleziono pozostałości tych alg, co sugeruje heterogeniczność środowiska. Według innej hipotezy glony te mogły żyć na różnych wysokościach. Największym zwierzęciem i dominującym drapieżnikiem tamtejszych ekosystemów była Anomalocaris – skamieniałości sugerują, że żywiła się ona m.in. trylobitami, mogła również stanowić zagrożenie dla Wiwaxia.

## Zobacz też

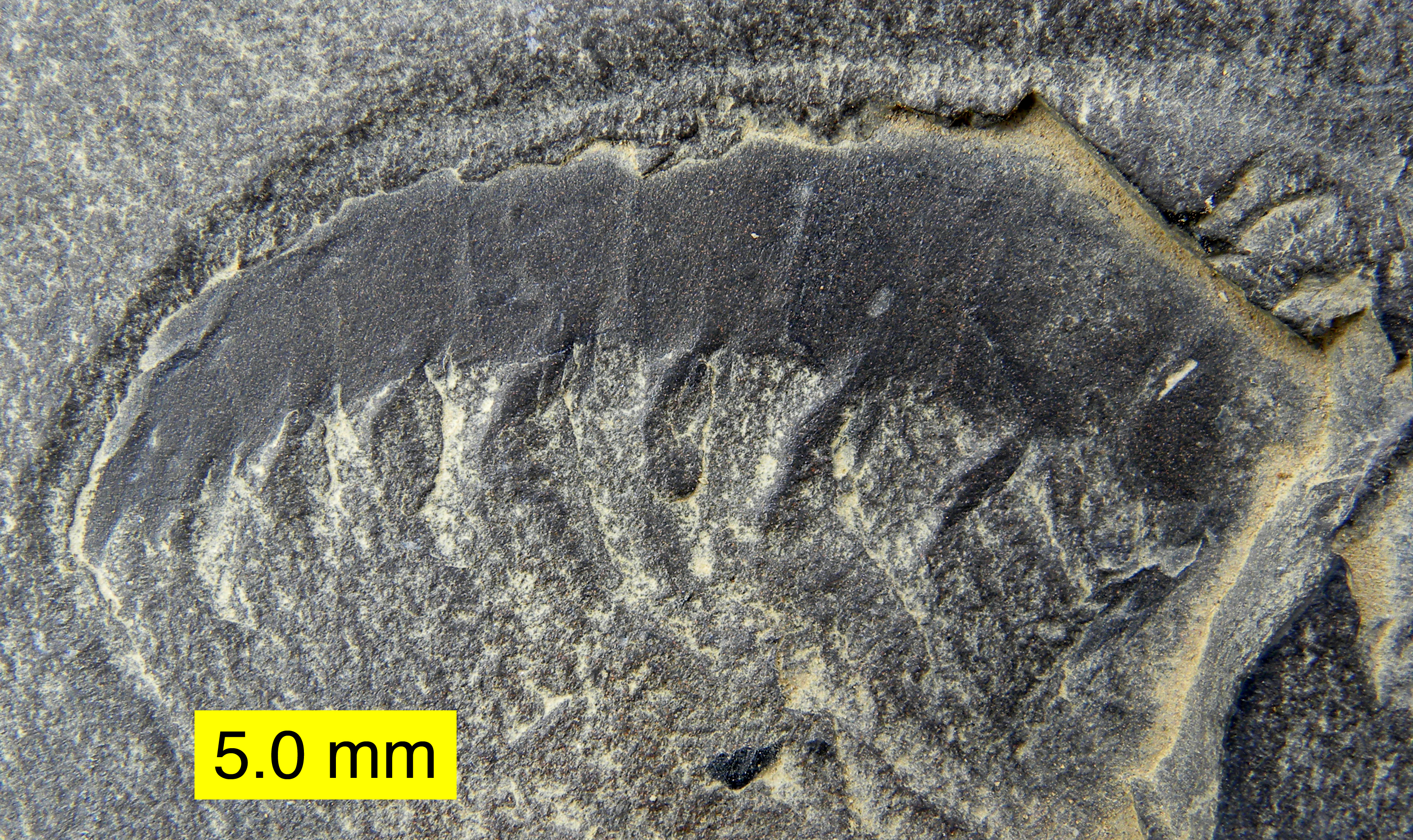
Skamieniałość Anomalocaridae z łupków z Burgess